# Трёхмерное телевидение

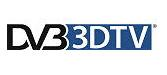
Логотип стандарта DVB-3D-TV для трёхмерного телевидения

Трёхмерное телевидение — телевидение, содержащее объёмное изображение, которое способно передать зрителю «эффект глубины». В большинстве современных телевизоров используется система стереоочков с активными затворами линз, поляризационные очки или система параллакс-барьера в дисплее.

## Трёхмерное телевидение
В СССР первая опытная передача объёмного телевидения методом анаглифа состоялась 25 марта 1975 года по второй программе Ленинградского телецентра. Трансляции проводились совместно с кафедрой телевидения ЛЭИС. 
С 2010 года консорциум DVB Project разрабатывает новый стандарт 3D-телевещания DVB 3D-TV.
В настоящее время продаются телевизоры, позволяющие видеть глубокое объёмное изображение, не используя стереоскопические или иные очки. В будущем такие телевизоры смогут появиться в домах и будут предназначены для трансляции телеканалов, а сейчас редкие экземпляры используются в основном для рекламы.
По состоянию на август 2009 г. только японский телеканал BS11 3D (принадлежит компании Nippon BS), вещает передачи, поддерживающие трёхмерное изображение (работает с 2008 г.). В конце 2009 г. спутник с 3D-вещанием был запущен в США, в 2010 г. — в России и Восточной Европе.
17 мая 2010 года телеканал OCEAN-TV впервые запустил тестовое 3D-телевещание, а с 8 июня 2010 года, во Всемирный день Мирового океана, запустил регулярный показ музыкальных роликов с подводными съёмками в 3D-формате. Первый трёхмерный развлекательный канал «nShow 3D» с декабря 2010 года появился также в Польше на цифровой платформе «Н».
В России конвейерное производство 3D-телевизоров началось в апреле 2010 года в технопарке Ворсино (Калужская область) на предприятии Samsung Electronics. Производство телевизоров с поддержкой трехмерного изображения к 2016 году было значительно сокращено из-за довольно высокой стоимости и небольшого количества 3D-фильмов и программ.

## Виды трёхмерных мониторов
- Стереоскопические 3D-дисплеи формируют отдельные изображения для каждого глаза. Такой принцип используется в стереоскопах, известных ещё с начала XIX века.
- Автостереоскопические 3D-дисплеи воспроизводят трёхмерное изображение без каких-либо дополнительных аксессуаров для глаз или головы (таких как стереоочки или шлемы виртуальной реальности).
- Объёмные дисплеи используют различные физические механизмы для показа светящихся точек в пределах некоторого объёма. Такие дисплеи вместо пикселов оперируют вокселами. Объёмные дисплеи строятся на разных принципах. Например, могут состоять из множества плоскостей, формирующих изображение, которые расположены одна над другой, или плоских панелей, создающих эффект объёмности за счёт своего вращения в пространстве.

## Рекорд
Самый большой светодиодный 3D-телевизор, имеющий диагональ экрана 7,11 метров, был разработан украинской компанией ЕКТА и использовался для прямой трансляции финального матча Лиги чемпионов УЕФА в клубе Гётеборга (Швеция) 28 мая 2011 года. Видеотрансляцию осуществила компания Viasat-Швеция. Мировой рекорд зафиксирован в Книге рекордов Гиннесса.